# Omorgus loxus
Omorgus loxus là một loài bọ cánh cứng trong họ Trogidae.